# George Bruns
Pour les articles homonymes, voir Bruns.
George Bruns est un compositeur américain, né le 3 juillet 1914 et mort le 23 mai 1983 à Portland (États-Unis). Il travailla sur plusieurs films et attractions Disney.

## Biographie
Il fait ses études à l'Oregon State University. En 1946, il épouse la chanteuse et actrice âgée de 17 ans Ilene Woods dont il a trois enfants. En 1948, Ilene obtient le rôle-titre de Cendrillon. En 1953, Bruns est engagé par les studios Disney pour travailler sur La Belle au bois dormant (1959).
Au printemps 1954, le projet d'une série télévisée Davy Crockett se concrétise et une réunion a lieu entre Walt Disney, Bill Walsh, Norman Foster et Jimmy Johnson, qui précise être venu sans invitation comme représentant de Walt Disney Publications avec l'idée de vendre des livres. Durant la réunion, Walt Disney mentionne le besoin de lier les trois épisodes entre eux au moyen d'une chanson et convie George Bruns à la réunion, compositeur avant tout de musique de fond.
Parmi ses œuvres, on peut citer :
- Yo-ho (A Pirate's Life for Me), coécrite avec Xavier Atencio pour l'attraction Pirates of the Caribbean et les films associés.
- La Ballade de Davy Crockett avec Thomas Blackburn
- Love (Nous n'étions encore que deux enfants) pour Robin des Bois (1973) avec Floyd Huddleston.
- Zorro

Il fait partie du groupe Firehouse Five Plus Two.
Il prend sa retraite de chez Disney en 1975. Il est nommé 4 fois pour son travail aux Oscars.

## Filmographie
- 1952 : Captains Outrageous
- 1953 : Little Boy with a Big Horn
- 1953 : Christopher Crumpet
- 1953 : Magoo's Masterpiece
- 1954 : Kangaroo Courting
- 1954 : How Now Boing Boing
- 1955 : Man in Space (TV)
- 1955 : The Mickey Mouse Club (série télévisée)
- 1956 : Davy Crockett et les Pirates de la rivière (Davy Crockett and the River Pirates)
- 1956 : In the Bag
- 1956 : A Cowboy Needs a Horse
- 1957 : Cosmic Capers
- 1957 : Johnny Tremain
- 1957 : The Truth About Mother Goose
- 1957 : The Saga of Andy Burnett (TV)
- 1957 : Zorro ("Zorro") (série télévisée)
- 1958 : Paul Bunyan
- 1958 : Texas John Slaughter (série télévisée)
- 1958 : Tonka, cheval sauvage (Tonka) de Lewis R. Foster
- 1959 : La Belle au bois dormant
- 1959 : Noah's Ark
- 1960 : Goliath II
- 1961 : Les 101 Dalmatiens (One Hundred and One Dalmatians)
- 1961 : The Saga of Windwagon Smith
- 1961 : Monte là-d'ssus (The Absent Minded Professor)
- 1961 : Calvin and the Colonel (série télévisée)
- 1961 : Babes in Toyland
- 1962 : The Mooncussers (en) (TV)
- 1963 : Après lui, le déluge (Son of Flubber)
- 1963 : Beetle Bailey and His Friends (série télévisée)
- 1963 : Merlin l'Enchanteur (The Sword in the Stone)
- 1964 : The Tenderfoot (TV)
- 1965 : Freewayphobia No. 1
- 1965 : Donald's Fire Survival Plan
- 1965 : Goofy's Freeway Troubles
- 1966 : Quatre Bassets pour un danois (The Ugly Dachshund)
- 1966 : Demain des hommes (Follow Me, Boys!)
- 1966 : Le Prince Donegal (The Fighting Prince of Donegal)
- 1967 : Mosby's Marauders
- 1967 : L'Honorable Griffin (The Adventures of Bullwhip Griffin)
- 1967 : Le Livre de la jungle (The Jungle Book)
- 1967 : A Boy Called Nuthin' (TV)
- 1968 : The Young Loner (TV)
- 1968 : Daring Game (en)
- 1968 : Le Cheval aux sabots d'or (The Horse in the Gray Flannel Suit)
- 1968 : Un amour de Coccinelle (The Love Bug)
- 1969 : C'est pas drôle d'être un oiseau
- 1970 : I'm No Fool with Electricity
- 1970 : Dad, Can I Borrow the Car? (TV)
- 1970 : Wacky Zoo of Morgan City (TV)
- 1970 : Les Aristochats (The Aristocats)
- 1973 : VD Attack Plan
- 1973 : Robin des Bois ("Robin Hood")
- 1974 : Le Nouvel Amour de Coccinelle (Herbie Rides Again) de Robert Stevenson
- 1999 : Michelle Kwan Skates to Disney's Greatest Hits (TV)